# ريتشارد كون هنري
ريتشارد كون هنري (بالإنجليزية: Richard Conn Henry)‏ هو أكاديمي أمريكي، ولد في 7 مارس 1940.